# Al Wakrah
Al Wakrah (الوكرة), fondée en 1828, est l'une des municipalités et une ville du Qatar.

## Tourisme
Les anciens petits ports perliers de Al Wakrah et Al Wukair conservent quelques vieilles maisons, vieux souks, mosquées anciennes. Leurs magnifiques plages et criques, à 15 minutes de Doha en voiture, à 20 minutes en bus, accueillent en hiver un bon nombre de flamants roses.

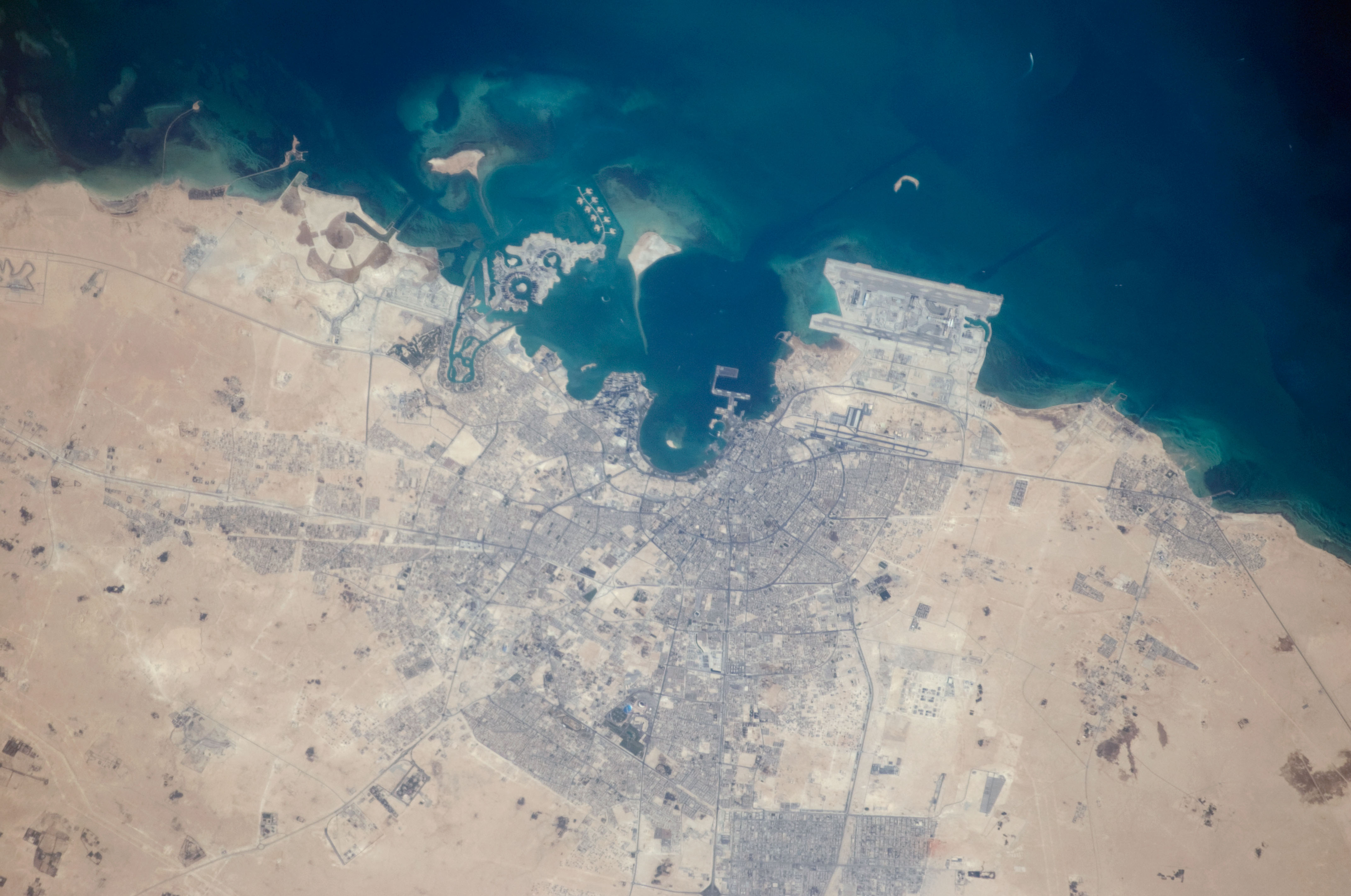
Photo satellite de Doha et Al Wakrah en 2009.